# 洪字泡
洪字泡是一个位于中国吉林省乾安县的湖泊，面积约为3.8平方千米，平均水深约为0.9米。